# Fundació Europea de la Cultura
La Fundació Europea de la Cultura (ECF, per les sigles en anglès, European Cultural Foundation) és una fundació cultural independent amb seu als Països Baixos. La seva missió és «aconseguir un impacte tangible a la societat civil, les iniciatives ciutadanes, l'opinió pública i les propostes polítiques per combatre les forces fragmentadores que posen en perill la pau i el progrés social a Europa.

## Història
La Fundació Europea de la Cultura va ser creada a Ginebra el 1954 pel filòsof i escriptor suís Denis de Rougemont. El primer president de l'ECF va ser Robert Schuman, un dels principals artífexs de la Comunitat Econòmica Europea, que posteriorment es va convertir a la Unió Europea. Des del principi, l'ECF es va centrar en la posada en marxa d'un programa europeu de beques, basat en la idea de situar la cultura a la intersecció de l'educació, les ciències socials i la història.
El 1960, l'ECF es va traslladar a Amsterdam per iniciativa de Bernat de Lippe-Biesterfeld, que va ser president de l'ECF entre 1955 i 1977. Des d'aleshores, el programa de l'ECF ha evolucionat amb la dinàmica canviant de la política europea. Als anys 60, l'ECF es va centrar en el futur d'Europa a través d'un fòrum de joves sobre educació i una iniciativa anomenada Pla Europa 2000. Als anys 70, l'èmfasi es va desplaçar cap a la mobilitat dels estudiants, i del 1987 al 1995, l'ECF va gestionar el programa d'intercanvi d'estudiants Erasmus.
A mesura que Europa va continuar expandint-se, l'ECF es va centrar en la dimensió cultural de la integració europea i l'ampliació, abastant la Política Europea de Veïnatge i incloent el treball de desenvolupament de capacitats a la zona del Mediterrani i Europa de l'Est. Actualment, la tasca de la fundació continua recolzant l'intercanvi cultural i l'expressió creativa a tot Europa, a través de la tasca de promoció, l'activisme als mitjans de comunicació, les associacions, els esdeveniments i els programes de subvencions. Això inclou les beques de viatge STEP, que fomenten la mobilitat; i el programa d'intercanvi cultural TANDEM, que facilita l'intercanvi de gestors culturals.
Des de 2013, l'ECF treballa en estreta col·laboració amb organitzacions culturals de Croàcia, França, Polònia, Moldàvia, Espanya i Suècia en el marc de la xarxa Connected Action for the Commons (Acció connectada per als béns comuns), cosa que ha donat lloc a una sèrie de campaments d'idees a França, Suècia i Espanya, que han inspirat diverses edicions especials d'Eurozine.
La princesa Laurentien dels Països Baixos és la presidenta de l'ECF i membre extraordinari de la seva Junta Directiva.
L'ECF és una organització benèfica registrada i està finançada per BankGiro Loterij i Nederlandse Loterij en col·laboració amb Prins Bernhard Cultuurfonds.